# Ростовцев Михайло Іванович
Миха́йло Іва́нович Росто́вцев (*10 листопада 1870, Житомир — †20 жовтня 1952, Нью-Гейвен, США) — російський історик античного світу і археолог.
Член Російської академії наук. Доцент і професор (1901—1918) Петербурзького університету. Від 1918 року в еміграції в Англії та з 1920 року — в США.

## Біографія
Син дійсного таємного радника Івана Яковича Ростовцева, колишній викладач латинської мови, обіймав посади опікуна Оренбурзького навчального округу та члена Державної ради Російської імперії. Його прадід Павло Ростовцев був купцем, вихідцем з міста Ростова Великого (від чого — прізвище); його дід Яків дослужився до директора гімназії й чину таємного радника, отримавши права спадкового дворянства.
Розпочавши навчання в класичній гімназії в Житомирі, в 1888 р. закінчив Київську Першу гімназію зі срібною медаллю. За твір «Про управління римськими провінціями в останній період республіки» (рос. Об управлении римскими провинциями в последний период республики), був представлений в київське відділення Товариства класичної філології і педагогіки, й отримав Пироговську премію. Розпочав навчання в Київському університеті, перевівся в Петербурзький університет, який закінчив у 1892 р.. По закінченні університету був залишений для підготовки до професорського звання. У 1892—1895 рр. викладав в Царськосельській Миколаївській гімназії.
У 1895—1898 роках перебував у навчальному відрядженні за кордоном Російської імперії, здавши перед цим магістерські іспити. У 1899 р. став приват-доцентом Санкт-Петербурзького університету, а також викладачем Вищих жіночих (Бестужевських) курсів. У тому ж році він захистив магістерську дисертацію (тема — про відкупну систему в Римі).
З 1901 р. був одружений з Кульчицькою Софією Михайлівною.
У 1902 році був обраний професором університету на кафедрі стародавньої історії та класичної філології, в 1903 р. захистивши докторську дисертацію (про римські тесери). Крім того, викладав в Олександрівському ліцеї. Займався вивченням античної живопису в боспорських склепах в Керчі.
1907 р. одружився з балериною Надією Сайчук та усиновив двох малолітніх дітей дружини від першого шлюбу — Олександра та Наталію.
У червні 1914 р. був обраний в члени-кореспонденти Прусської академії наук. Член Петербурзької Академії Наук (1917). Член-кореспондент Британської академії (1917).
З 1918 р. — в еміграції (з 1920 р. — в США). На еміграції отримав світове визнання. Викладав в університеті Вісконсіна та Єля (з 1925). З 1928 по 1936 р. брав участь у написанні «Кембриджської історії стародавнього світу».
У 1930-е роки проводив розкопки античного міста Дура-Европос в Сирії.

## Гіпотеза Ростовцева про витоки савроматів і сарматів
У IV—II ст. до н. е. античні автори розрізняли сарматів і савроматів, однак, вже древні римляни почали ототожнювати їх, зокрема, Пліній Старший у I ст. н. е. писав:

| ...там живуть, грецькою, савромати, яких римляни називають – сармати... |
після чого ці дві назви надовго стають синонімами.
В 1910-х роках Михайло Ростовцев, опираючись на археологічні дані, висловив і далі обстоював гіпотезу, що ці назви стосувалися різних народів. На противагу йому у Радянському союзі притримувалися версії про тотожність назв — її обстоювала «московська школа» істориків на чолі з професором Борисом Граковим і саме вона відображена у радянських енциклопедіях.
Ростовцев пропонував розділити культуру Поволжя, Приуралля і Дону на два періоди: савроматську (VI—III ст. до н. е.) і сарматську (починаючи з II ст. до н. е.)
Професор розрізняв ці дві культури за поховальним обрядом:
- У савроматів поховання є колективними і являють собою великі квадратні могили, з дромосами-коридорами, які ведуть в могилу. Над могилами насипані кургани, самі поховання орієнтовані на захід.
- Натомість сарматські поховання є індивідуальними і починають з'являтися за Доном лише з ІІ ст. до н. е. , вони являють собою вузькі ями, що є впускними могилами і орієнтовані на південь або північ.

Зрештою, ці ідеї були не прийняті в Радянському Союзі: Граков критикував Ростовцева у своїх статтях, а самого Ростовцева у 1928 виключили з Академії наук СРСР і лише у 1990 році поновили посмертно.
У XXI ст. українські вчені, зокрема, доктор історичних наук Симоненко Олександр, опираючись на результати останніх археологічних досліджень, схиляються до гіпотези Ростовцева, в той час як в Росії панівною лишається переоформлена радянська версія, яка на початку 2000-х отримала нову назву «Скіфо-сибірський світ».

## Праці
Михайло Ростовцев — автор низки цінних праць про грецьку та скіфську старовину на півдні Україні, зокрема:
- (рос.)«Античная декоративная живопись на юге России» (1914),
- (рос.)«Скифия и Боспор» (1925).

Серед інших праць:
- (рос.)«О новейших раскопках в Помпеях» («Ж. Мин. Народного Просвещения» за 1893 г.);
- (рос.)«Войны Цезаря в Галлии, Германии и Британии» (СПб., 1894);
- (фр.)«Etude sur les plombs antiques» (в «Revue numismatique», 1897 — 99);
- (рос.)«История государственного откупа в римской империи(от Августа до Диоклетиана)» (СПб., 1899);
- (рос.)Эллинистическо-римский архитектурный пейзаж, (СПб., 1908);
- (нім.)Studien zur Geschichte des romischen Kolonates, B.- Lpz., 1910;
- (рос.)Рождение римской империи, (П., 1918);
- (англ.)The social and economie history of the Roman Empire, Oxf., 1926;
- (англ.)A history of the ancient world, v. 1 — 2, Oxf., 1926 — 27;
- (англ.)Mystic Italy, N. Y., [1927];
- (англ.)Dura-Europos and its art, Oxf., 1938;
- (англ.)The social and economic history of the hellenistic world, v. 1 — 3, Oxf., 1941.